# Patience Itanyi
Patience Itanyi (2 juli 1973) is een atleet uit Nigeria.
Op de Olympische Spelen van Sydney in 2000 nam ze deel aan het onderdeel verspringen.
- World Athletics: 14292421